# Бонде, Вильхельмина
Вильхельмина «Мина» София Шарлотта Бонде (швед. Wilhelmina «Mina» Sofia Charlotta Bonde, урождённая Левенхопт (швед. Lewenhaupt); 10 июля 1817 — 10 июля 1899), — шведская графиня и придворная дама. С 1860 по 1869 год она служила обер-гофмейстериной (швед. överhovmästarinna) при королеве Швеции Луизе Нидерландской с 1860 по 1869 год. Она также была известна как «графиня Минхен».

## Биография
Вильхельмина Бонде была дочерью придворного графа Класа Левенхопта и Вильхельмины Кристины Бек-Фриис. Она была представлена ко двору и служила фрейлиной (швед. hovfröken) королевы Жозефины в 1844—1846 годах.
В 1846 году она вышла замуж за церемониймейстера королевского двора барона Карла Йедварда Бонде и жила в его резиденции в столице зимой, а летом — в замке Эриксберг. Бонде описывали как лояльную роялистку с элегантными и импонирующими манерами, которая играла важную роль в жизни шведского высшего общества. Она была милостива к обитателям поместья своего супруга.
В 1857 году она была назначена на должность старшей фрейлины или гофмейстерины (швед. hovmästarinna) принцессы Софии Нассауской по прибытии её в Швецию.

### Старшая фрейлина королевы
В 1860 году она была назначена обер-гофмейстериной (швед. överhovmästarinna) королевы Луизы в качестве преемницы графини Стефани Гамильтон, самой высокопоставленной женщины при шведском королевском дворе. Это положение делало её главой всех придворных дам при дворе королевы в статусе «ваше Превосходительство», выше большинства мужчин при дворе. Она получила эту должность благодаря личной дружбы с Луизой и с условием, что ей будет позволено делегировать свои обязанности одной из фрейлин, когда того потребует её личная жизнь, и обычно она передавала повседневные дела другим фрейлинам.
У Бонде были хорошие отношения с королевой Луизой, которая рассчитывала, что она повлияет на тех придворных дам, которые вызывали ревность королевы, привлекая к себе внимание короля. Однажды королева написала ей: «…спасибо, что сделали выговор дамам, это помогло. Некоторые боятся вас, и это очень хорошо, я надеюсь, что так будет и дальше. Мне не нужно говорить вам о ком я говорю».
Мина Бонде поддерживала строгую дисциплину при дворе, была знатоком этикета и могла выговаривать не только придворным, но и членам королевской семьи в вопросах, касавшихся этикета. Она оставила свою должность при дворе по собственному желанию в 1869 году. Когда она попросила освободить её от должности, Фриц фон Дардель прокомментировал это в своей хронике следующим образом: «Их Величества вряд ли будут оплакивать её отъезд, так как они никогда не одобряли её устаревших представлений во всём, что касается этикета». Сама Бонде заметила, что она не была любима королем, потому что «…она несколько раз ловила его, когда он целовался с госпожой Коскулль, прячась за дверью».
Её уход вызвал сожаление консервативной фракции при дворе и приветствовался реформистской партией: через три года после её ухода, в 1872 году, женщинам, не принадлежавшим к дворянскому сословию (если они были замужем за человеком с придворной должностью или высоким военным званием), впервые было разрешено присутствовать при дворе, а после восшествия на престол Оскара II в 1873 году королевский двор был сокращён. Однако в 1890-е годы «Записная книжка графини Бонде» (швед. Grefvinnan Bondes anteckningsbok) все ещё использовалась в качестве руководства по вопросам этикета при шведском королевском дворе.
Она была подругой шведской принцессы Ловисы, которая впоследствии часто навещала её во время своих визитов в Швецию после того, как сама вышла замуж и переехала в Данию. Вильхельмина Бонде овдовела в 1895 году и удалилась в поместье Густавсвик, где и умерла четыре года спустя.